# Rainer Dimmler

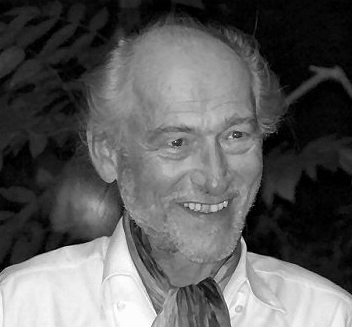
Rainer Dimmler (2006)

Rainer Dimmler (* 17. Januar 1951 in Worms; † 17. Mai 2018 in Bad Vilbel) war ein deutscher Komponist, Musiker und Dichter.

## Leben
Rainer Dimmler spielte seit seinem zwölften Lebensjahr Gitarre. Er studierte bei Heinz Teuchert am Dr. Hoch`schen Konservatorium sowie an der Musikhochschule in Frankfurt/Main und machte sich als Virtuose der klassischen Literatur und eigener Kompositionen einen Namen.
Ab 1980 widmete er sich ausschließlich seiner eigenen Musik und schrieb Werke für Gitarre, Flöten, Cello, Violine, Dulcimer, Chor und Orchester. Ausgehend von einem Grundgerüst der klassischen Harmonie flossen in seine Musik freie chromatische Elemente ein.
Seine Musik wird von Rundfunk- und Fernsehanstalten weltweit ausgestrahlt. In Konzerten stellte er seine Musik von Solo bis Trio vor. Er war Mitglied des deutschen Komponistenverbandes.
Ab 2002 schrieb er Gedichte, die 2007 im August von Goethe Verlag Frankfurt und 2011 im Projekte Verlag Halle veröffentlicht wurden. Er beschäftigte sich in seinen Gedichten mit tiefreligiösen Fragen des Lebens.

## Werke

### CDs
- Poesie in Tönen

(1993) Auster Medienmusik München 2009
Musik für: Flöten, Violine, Gambe, Gitarren, Zheng, Dulcimer, Xylophon, Glockenspiel, Perkussion
- Spiegelnde Wasser

(1995) Auster Medienmusik München 2009
Musik für: „China-Harfe“ (Zheng), Gitarren, Flöten, Streich-Zheng und Tenor
- Spiegel der Seele

(1998) Universal Publishing Production Music Berlin 2005
Musik für: Streicher, Flöten, Sopran, Xylophon, Fidel, Zheng, Gitarren, Perkussion
- Kreise im Wind

(1999) Sonoton Music München und Auster Medienmusik München
Musik für: Flöten, Fidel, Gitarren, Zheng, Xylophon, Glockenspiel
- Der Zeitvogel

(2003) Universal Publishing Production Music Berlin
Musik für: Cello, Tenor- und Soprangesang, Flöten, Geige, Gitarre, Zheng, Dulcimer, Fidel, Glockenspiel, Xylophon, Perkussion
- Am Grunde der Stille

(2004) Universal Publishing Production Music Berlin
Improvisationen mit „China-Harfe“ (Zheng) Solo
- Flötengrün und Saitenspiel

(2004) Universal Publishing Production Music Berlin
Musik für: Flöten, Fidel, Gitarren, Zheng, Dulcimer, Glockenspiel, Xylophon, Percussion
- Zeremonie

(2006) Auster Medienmusik München
Musik für: Cello, Flöten, Fidel, Gitarren, Zheng, Dulcimer, Percussion

### Weitere Werke
- "Fluß des Lebens" Nr. 1–7 für Orchester
- „Damoklesschwert“ für Orchester und Chor
- „Krieg und Frieden“ für Orchester und Chor
- „Tanz auf dem Spiegel“ für Orchester
- „Tränen, die vom Himmel fallen“ für Streichorchester
- „Hinter den Geigen“ für Streichorchester
- „Novembermond“ für Streichorchester, Video bei youtube
- „Tanzendes Kind“ für Kammerorchester
- "Roter Schatten" 12 Fragmente für Orchester und Chor
- „Sieben Romanzen“ für Gitarre
- „Im Namen des Sohnes“ für Orchester, Klavier und Chor (4 Sätze)
- „Raumspiel“ für vier Gesangsstimmen, Flöte, Klarinette, Fagott und Bassklarinette
- Lieder für Sopran, Flöte und Gitarre
- „Psalm 63“ für gemischten Chor u. a.

Die Werke sind bei Universal Publishing Production Music Berlin, Sonoton Music München Auster Medienmusik München, Intermezzo Musikverlag Berlin
verlegt. Partituren sind bei Intermezzo Musikverlag Berlin erhältlich.

### Lyrik
- „Gedichte, die Gebet sein wollen“. August von Goethe Literaturverlag Frankfurt 2007
- „mit 77 Versen“. Projekteverlag Halle 2011